# Rosa de Castilla
Rosa de Castilla, pseudonimo di María Victoria Ledesma Cuevas (Guadalajara, 30 maggio 1932 – Città del Messico, 1º agosto 2022), è stata una cantante e attrice messicana.
Come artista, ha lavorato in vari generi, ma si è distinta per le sue interpretazioni di canzoni ranchere.

## Discografia

### Album
- 1952 	Rosa de Castilla, 	Musart 	176
- 1967 	Los ojos que cantan 	RCA Víctor 	CAM-230
- 1969 	Amor a medias, RCA Víctor 	CAM-414
- Con el alma rota, RCA Víctor 	CAM-487

## Filmografia

### Cinema
- El lobo solitario, Vicente Oroná 1951
- La justicia del lobo, Vicente Oroná, 1951
- Los tres alegres compadres, Julián Soler, 1951
- Rumba caliente, Gilberto Martínez Solares, 1952
- Desnúdate, Lucrecia, Tulio Demicheli, 1957
- Yo... el aventurero, Jaime Salvador, 1958
- Me importa poco, Miguel Morayta, 1958
- Orlak, el infierno de Frankenstein, regia di Rafael Baledón (1960)
- Los hijos de nadie, Miguel Sabido, 1997